# Bait 3D – Haie im Supermarkt
Bait 3D – Haie im Supermarkt ist ein 3D-Tierhorrorfilm von Kimble Rendall aus dem Jahr 2012.

## Handlung
Über eine australische Küstenstadt bricht ein verheerender Tsunami herein. Für eine Gruppe von Überlebenden droht ein unterirdisch gelegener und nun fast vollständig unter Wasser stehender Supermarkt und die dazugehörige Tiefgarage zu einer Todesfalle zu werden. Unter den Überlebenden befinden sich die ehemals miteinander verlobten Josh und Tina, die sich dort nur zufällig begegnet sind. Die Beziehung der beiden zerbrach einst, als Tinas Bruder bei einer Haiattacke starb, während er Josh bei der Wartung einer Rettungsboje vertrat. Tina ist mittlerweile mit Steven liiert, was auch nach dem Wassereinbruch noch für Spannungen zwischen den dreien sorgt. Ein weit größeres Problem für die Schicksalsgemeinschaft ist jedoch Doyle, der mit seinem brutalen Partner Kirby kurz vor der Katastrophe den Markt überfallen hat. Polizist Todd, der sich bei der Überflutung schwer am Bein verletzt hat, ist ebenso wie seine Tochter Jaimie und der hysterische Supermarktbesitzer keine große Hilfe.
Das alles wird jedoch zur Nebensache, als sich zwei weiße Haie den Weg durch die überflutete Stadt in den Supermarkt bahnen, die bald Jagd auf die Überlebenden machen, die sich auf die noch über Wasser befindlichen Warenregale flüchten. Auch in der Tiefgarage haben die Überlebenden Heather und Ryan die Angriffe eines Hais zu erdulden. Im Supermarkt ist durch Nachbeben eine weitere bedrohliche Situation entstanden, Stromkabel drohen den gesamten Raum nebst Regalen zu elektrifizieren. Steven taucht selbstlos in den Lagerraum, wo es ihm gelingt, den Strom abzuschalten, was er jedoch mit dem Leben bezahlt. Nach einigen missglückten Versuchen, den Hai zu überwinden, gelingt es schließlich, ihn an einen Fleischerhaken zu bekommen und mit einem Seil bewegungstechnisch einzuschränken. Als Köder dient Kirby, der von Doyle, der sein Gewissen wiederentdeckt, überwältigt wird, nachdem Kirby gerade mit Naomi dasselbe vorhat.
Josh gelingt es, die Haie mit Waffen, die er aus dem Kofferraum von Todds Dienstwagen geborgen hat, zu besiegen. Auch die Rettung der Überlebenden aus der Tiefgarage gelingt. Mit vereinten Kräften gelingt es den Überlebenden, einen Weg nach draußen zu finden.

## Hintergrund und Rezension
Regisseur Kimble Rendall, für den Bait 3D die bis dahin größte Regiearbeit seiner Karriere darstellt, machte sich als Second Unit Director namhafter Produktionen wie Matrix Reloaded und I, Robot einen Namen. Er drehte zudem zahlreiche Musikvideos. Den Produzenten gelang es, diverse bekannte australische Mimen für den Film zu gewinnen.
Die etwa 20 Millionen Dollar teure australisch-singapurische Co-Produktion wurde am 1. September 2012 bei den Internationalen Filmfestspielen von Venedig außer Konkurrenz uraufgeführt. Kinopremiere in Australien war der 20. September. Während der Film dort verhalten besucht wurde, entwickelte er sich in einigen europäischen Ländern (darunter Italien), vor allem aber im asiatischen Raum zu einem unerwarteten Kassenerfolg. In Deutschland erschien die Produktion am 11. April 2013 auf DVD und Blu-ray.
Die Kritik fiel sehr unterschiedlich aus. Verrissen wurde überwiegend das Drehbuch, das als fad und stereotyp bis idiotisch beschrieben wurde. Die Handlung sei vorhersehbar, die Figuren ließen denkbar kalt. Die positiven Rezensionen stellten den Film jedoch als sehenswerten und amüsanten Genrebeitrag dar, der mit vergleichbaren Mitteln produzierte Filme aus Hollywood durchaus in den Schatten stelle.